# Percnia celluaria
Percnia celluaria là một loài bướm đêm trong họ Geometridae.